# Лиза-Лу и Сказочник
Лиза-Лу и Сказочник (фр. Lisa-Loup et le Conteur) — первая книга и философская сказка для взрослых, написанная и иллюстрированная Милен Фармер, опубликована в 2003 издательством Anne Carrière. Книга предназначена для взрослой аудитории.

## Краткое содержание
История рассказывает о Лизе, маленькой девочке, оставшейся в одиночестве после смерти своей бабушки. Она находит утешение в дружбе с Лу — воображаемым персонажем, с которым она собирается открыть для себя окружающий мир и жизнь.

## Персонажи[1]
- Лиза (Lisa) — маленькая девочка, вечно тоскующая и скучающая в одиночестве;
- Бабушка (Grand-Mère) — любимая Лизина бабушка, которая рассказывала девочке страшные сказки; её смерть и одиночество, ей вызванное, является отправной точкой повествования;
- Лу (Loup) — воображаемый Лизой друг, сопровождающий её на протяжении сюжета;
- Сказочник (Conteur) — отец, потерявший сына; своей мантией печали он очаровывает Лизу — из его безуспешных поисков строится вся сюжетная линия сказки;
- Кролик Мартин (Lapin Martin) — персонаж из последней книги Сказочника; огромный (судя по иллюстрациям автора книги) добродушный кролик;
- Червяк Хамфи (Humphrey) — заносчивый червяк, также оживший герой сказки;
- Застенчивый паук (l’Araignée) — паук, который приносит себя в жертву по просьбе Лизы ради счастья Лулии;
- Мадам Оникс (Madame ÔNE-X) — гадалка на картах;
- Лулиа (Loulia) — девочка из приюта-интерната;
- Безымянный заключённый (l’Homme) — случайный собеседник Лизы в тюрьме;
- Королевский Ринпо (Royal Rinpô) — мудрец, добровольно остающийся в тюремной камере;
- Мышь Коля (Kolia) — смышлёная мышь, живущая с мудрецом;
- Ослица-Блудница (l'Âne-Catin) — невежественная ослица, которая не умеет рассказывать сказки;
- Тоска (l’Ennui) — изображенное в виде капли крови внутреннее чувство Лизы, которое мешает ей жить и которое Лиза должна уничтожить;

## Контекст
Племянница Милен Фармер певица Лиза, которая начала свою музыкальную карьеру летом 2008, и её старший брат Жан-Лу, погибший в автокатастрофе в 1996. Книга имела большой успех после выхода, было продано 100 000 экземпляров.

## Графические отсылки
Иллюстрации книги, выполненные Милен Фармер, напоминают рисунки Domitille de Pressensé, и её серию Émilie et Naftaline. Но также и комикс Ив Сен-Лорана Непослушный Лулу: тип линий, минималистский стиль, красный цвет.